# Jaap de Hoop Scheffer
Jaap de Hoop Scheffer (født 3. april 1948) er en hollandsk politiker og var generalsekretær for NATO fra 2004-2009. Han har været udenrigsminister i Holland.

## Æresbevisninger
Jaap de Hoop Scheffer er siden den 16. oktober 2004 Kommandør af Storkorset af Trestjerneordenen.